# Oxalis ornithopus
Oxalis ornithopus är en harsyreväxtart som beskrevs av Rodolfo Amando Philippi. Oxalis ornithopus ingår i släktet oxalisar, och familjen harsyreväxter. Inga underarter finns listade i Catalogue of Life.